# Paracentropogon longispinis
Paracentropogon longispinis är en fiskart som först beskrevs av Cuvier 1829.  Paracentropogon longispinis ingår i släktet Paracentropogon och familjen Tetrarogidae. Inga underarter finns listade i Catalogue of Life.